# Physalaemus carrizorum
Physalaemus carrizorum es una de las especies que componen el género de anfibios anuros Physalaemus, perteneciente a la familia de los leptodáctilos. Habita en selvas subtropicales del nordeste del Cono Sur de Sudamérica.

## Taxonomía
Descripción original
Esta especie fue descrita originalmente en el año 2018 por los herpetólogos Darío Elbio Cardozo y Martín Oscar Pereyra.
Localidad tipo
La localidad tipo referida es: “INTA, campo anexo cuartel Río Victoria, en las coordenadas: 26°58′S 54°29′O / -26.967, -54.483, a una altitud de 550 msnm, Ruta Nacional 14 km 1025, San Vicente, departamento Guaraní, Provincia de Misiones, Argentina”.
Holotipo
El ejemplar holotipo designado es el catalogado como: MACN 35081; se trata de un macho, el que fue capturado entre el 10 y el 18 de febrero de 1994 por J. C. Baciluk, J. Faivovich y M. López.
Se encuentra depositado en la colección de herpetología del Museo Argentino de Ciencias Naturales Bernardino Rivadavia-CONICET (MACN), ubicado en la ciudad de Buenos Aires, capital de la Argentina.
Etimología
Etimológicamente, el término genérico Physalaemus se construye con palabras en el idioma griego, en donde: physa (“φυσα”) significa ‘soplar’ y laemus (laimos) es ‘garganta’. El epíteto específico carrizorum es un epónimo que refiere al apellido de la persona a quien fue dedicada, el herpetólogo Gustavo R. Carrizo y a sus hijos, Rodrigo y Ramiro.
Caracterización y relaciones filogenéticas
Si bien la coloración varía entre los distintos ejemplares, Physalaemus carrizorum presenta dorsalmente un patrón cromático general de tenues bandas irregulares pardo-claras a grisáceas sobre un fondo más claro; destaca una franja negruzca que desde el hocico cruza el ojo y, ensanchándose, concluye en los lados del cuerpo. La parte superior del hocico, las patas delanteras y una mancha dorsal presentan tonos verde-claros. Muestra ocelos inguinales negros, delimitados por un borde blanco, a la manera de “falsos ojos”. Ventralmente, sobre un fondo en tonos de gris a gris claro se disponen manchas irregulares oscuras, más extensas hacia la garganta y casi ausentes en la mitad posterior del cuerpo. En algunos especímenes, el centro del pecho es recorrido longitudinalmente por una banda gris-pálida que nace en el mentón. En muslos, región inguinal y tibia muestra una vívida coloración rojiza. Es un miembro del “grupo de especies Physalaemus gracilis”.
Physalaemus carrizorum puede diferenciarse de los otros integrantes del grupo por las particularidades de su canto de llamada reproductiva, compuesto por notas con modulación levemente descendente; por presentar un tamaño corporal grande (con promedios de 32,0 mm en los machos y de 34,0 mm en las hembras), por tener un cuerpo de aspecto delgado, por exhibir una cabeza más larga que ancha, por mostrar un pliegue supratimpánico desarrollado, por poseer en el centro del vientre una franja longitudinal sin pigmentación, por presentar glándulas inguinales medianas, por un tener tubérculo tarsal y tubérculos supernumerarios en los cuatro miembros.

## Distribución y hábitat
Physalaemus carrizorum es una especie exclusiva del centro y este de la provincia de Misiones, en el nordeste de la Argentina, extremo norte de la región mesopotámica de ese país. Es probable que ocurra también en sectores vecinos en Brasil, en los estados de Paraná, Santa Catarina y Río Grande del Sur. Habita en ambientes selváticos en la ecorregión selva Paranaense, adscrita al bioma de la mata atlántica.